# 浙江体育职业技术学院
浙江体育职业技术学院是2006年7月成立的以竞技体育类专业为特色的省属全日制高职院校，由浙江省体育局主管，受浙江省教育厅指导。学院有萧山（位于萧山高教园）、教工路两个校区，总占地面积706.5亩，总建筑面积34.24万平米。

## 历史
浙江体育职业技术学院的前身可追溯至浙江体育学院。1960年3月14日，浙江省人民政府批准杭州市体育专科学校和浙江省体育进修学校合并，成立浙江体育学院，分设体育系和运动系，始招四年制本科生。1962年，浙江体育学院并入浙江师范学院。1965年，浙江师范学院运动系并入浙江省体委。1976年，更名为浙江省体育训练工作大队。1984年，更名为浙江省体育训练一大队。
2003年底，浙江省体育局向浙江省人民政府提请成立浙江体育职业技术学院。2004年3月，省政府批复同意筹建浙江体育职业技术学院。8月，原浙江职工体育运动技术学院、浙江省体育运动学校和浙江省体育局萧山体育运动训练基地三单位合并，成立浙江体育职业技术学院（筹）。
2005年浙江省进行体育改革。第十届全运会后，浙江省人民政府批准，省体育局将省体育训练一大队、省体育训练二大队、省田径运动管理中心和浙江体育职业技术学院合并，成为集训练、教学、科研三位于一体的浙江体育职业技术学院（筹）。当年各项筹备工作进展顺利，全力争取尽快完成实质性合并，顺利摘筹。
学院将下设9个处室、8个竞技体育系（省田径运动管理中心、省游泳运动管理中心、省小球运动管理中心、省体操运动管理中心、省大球运动管理中心、省水上运动管理中心、省重竞技运动管理中心、省射击运动管理中心）以及体育系、附属竞技体校和继续教育部。学院本部坐落于钱塘江南岸的萧山高教园区内，另设体育场路校区、古荡校区、教工路校区、千岛湖校区（象山）和黄龙重竞技训练馆。
2006年2月15日，浙江省体育局副局长翟晓翔在新闻通气会上通报浙江省优秀运动队实行院校化管理。同时，浙江体育职业技术学院（筹）领导和八个竞技体育系（项目管理中心）负责人首次对外亮相，标志着浙江省体育改革向纵深发展。当年，浙江省体育训练一大队、二大队和浙江省田径运动管理中心并入浙江体育职业技术学院（筹），实行竞技体育人才培养与管理体制院校化。7月，浙江体育职业技术学院正式建校。
现有1193名在校生（其中高职生593名），6个高职专业。拥有多个教学点（千岛湖、长兴、象山等），建有国家体育总局游泳项目等训练基地和国家体育总局水上运动科学重点实验室。 

## 历任领导
| 党委书记 - 杜兆年（2004年7月－2005年12月） - 翟晓翔（2006年1月－2007年1月） - 刘 军（2007年月－2018年8月） - 郭海英（2019年5月－） 党委副书记 - 张亚东（2012年在任） - 孟关良（2022年在任） - 徐仁军（2025年在任） | 院长 - 林 可（2004年7月－2007年1月，院务委员会主任） - 李建设（2007年1月－2013年11月） - 郑 瑶（2013年11月－2015年4月） - 张亚东（2015年7月－2018年1月） - 占旭刚（2018年4月－2022年3月） - 孟关良（2022年5月－） 副院长 - 占旭刚（2012年初－2015年7月之前） - 卢 钢（2022年在任） - 厉丽玉（2025年在任） - 庄晓鹏（2025年在任） | 纪委书记 - 曹祖泉（2025年在任） |